# Margarethe Stockhausen

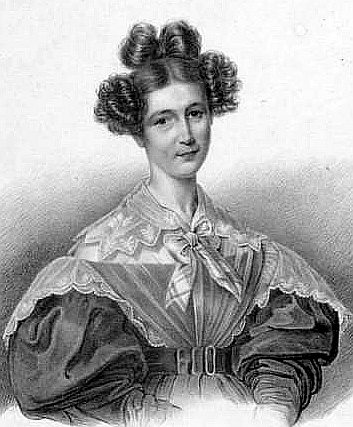
Margarethe Stockhausen

Margarethe Stockhausen (* 29. März 1803 in Guebwiller; † 6. Oktober 1877 in Colmar), auch bekannt als Madame Stockhausen,  war eine elsässische Sopranistin, die besonders in England berühmt wurde durch ihre Schweizerlieder.

## Leben
Madame Stockhausen kam als Margarethe Schmuck im elsässischen Guebwiller zur Welt, ihr Vater war Notar. Sie nahm in Paris Gesangsunterricht bei Gioseffo Catrufo. In Paris freundete sie sich mit dem Kölner Harfenisten Franz Stockhausen an, den sie im Jahre 1822 heiratete. Nach der Geburt des Sohnes Julius zog die Familie nach London, wo Margarethe mit Schweizerliedern ihren musikalischen Durchbruch hatte. 1828 gab sie ein Konzert in den Argyll Rooms, wobei sie von Matteo Carcassi auf der Gitarre begleitet wurde. Häufig aber trat sie zusammen mit ihrem Mann auf. Später sang sie auch Lieder und Arien berühmter Komponisten, wie Händel, Haydn und Mozart. Die meisten Konzerte gab sie in England und Schottland, sie hatte aber auch Auftritte im Elsass, in der Schweiz, in Deutschland und in Frankreich.
1840 zog die Familie nach Colmar, wo Margarethe am 6. Oktober 1877 verstarb. In dieser Zeit gab sie nur noch wenige Konzerte, meistens in der Umgebung von Colmar.

## Familie
Margarethe war mit dem Harfenisten Franz Stockhausen (1789–1868) verheiratet und bildete ihre sechs Kinder in Musik aus, die berühmtesten sind der Sänger Julius Stockhausen (1826–1906) und sein jüngerer Bruder Franz Stockhausen (1839–1926), der Pianist war.